# Carisap Tennis Cup 2004
Il Carisap Tennis Cup 2004 è stato un torneo di tennis facente parte della categoria ATP Challenger Series nell'ambito dell'ATP Challenger Series 2004. Il torneo si è giocato a San Benedetto del Tronto in Italia dal 5 all'11 luglio 2004 su campi in terra rossa.

## Vincitori

### Singolare
Daniele Bracciali ha battuto in finale  Cristian Villagrán con il punteggio di 7–6(3), 6–1

### Doppio
Daniele Bracciali /  Giorgio Galimberti hanno battuto in finale  Andrés Dellatorre /  Nicolás Todero con il punteggio di 6–4, 7–5